# Regina (Saskatchewan)
Regina je druhé největší a hlavní město a důležité obchodní centrum kanadské prérijní provincie Saskatchewan. Při sčítání lidu v roce 2011 mělo 193 100 obyvatel. Město bylo založeno v roce 1882 a do osmdesátých let 20. století bylo největším městem Saskatchewanu. V roce 2012 byla Regina ohodnocena časopisem MoneySense magazine jako páté nejlepší kanadské město pro život.
Regina je hlavním sídlem kanadské jízdní policie a University of Regina.

## Sport
Ve městě sídlí tým kanadského fotbalu Saskatchewan Roughriders.

## Osobnosti města
- Tyler Bozak, hokejista
- Jock Callander, hokejista
- Jordan Eberle, hokejista
- Murray Edwards, businessman
- Ryan Getzlaf, hokejista
- Dirk Graham, hokejista
- Scott Hartnell, hokejista
- Jamie Heward, hokejista
- Bill Hicke, hokejista
- Chris Kunitz, hokejista
- Sarah Lind, herečka
- Leslie Nielsen, herec
- Mike Sillinger, hokejista, rekordman v počtu týmů NHL, za které hrál